# Refugio en el paraíso
Refugio en el paraíso es una película norteamericana, dirigida por Bette Gordon en el año 1998.

## Argumento
Phillip (Eric Lloyd) es un niño de 10 años. Su hogar es la carretera, y por ella viaja constantemente de un lado a otro junto a su madre (Deborah Kara Unger), quien se gana la vida de cualquier manera. Incluso vendiendo su cuerpo. Mientras otros chicos estudian en la escuela, a él le bastan las luces de neón de los moteles para leer los libros de física y biología que su madre le explica. Sin embargo, un día deciden que eso tiene que cambiar y que deben encontrar un lugar donde asentarse y llevar una vida normal. Cuando por fin la tienen en las manos, los problemas vuelven a sus vidas. Y al frente de ellos, el padre de Phillip, que viene en su busca.